# الأنبوة (المعافر)
الأنبوة هي إحدى قرى مديرية المعافر بمحافظة تعز اليمنية، بلغ تعداد سكانها 769 نسمة حسب التعداد السكاني في اليمن في 2004.